# Luiza Dam (cantora)
Luiza de Andrade Machado ( São Luís, 8 de junho de 2001), mais conhecida como Luiza Dam, é uma cantora e compositora brasileira. Iniciou sua carreira aos 11 anos quando participou do reality show musical, Ídolos Kids e chegou na semifinal do programa na Record. Em seguida, gravou e lançou o primeiro álbum da carreira. 
Aos 15 anos, assinou contrato com a Midas Music - gravadora do produtor musical Rick Bonadio, em São Paulo (SP), que lançou os artistas: NX Zero, Mamonas Assassinas, Charlie Brown Jr. e Rouge. 

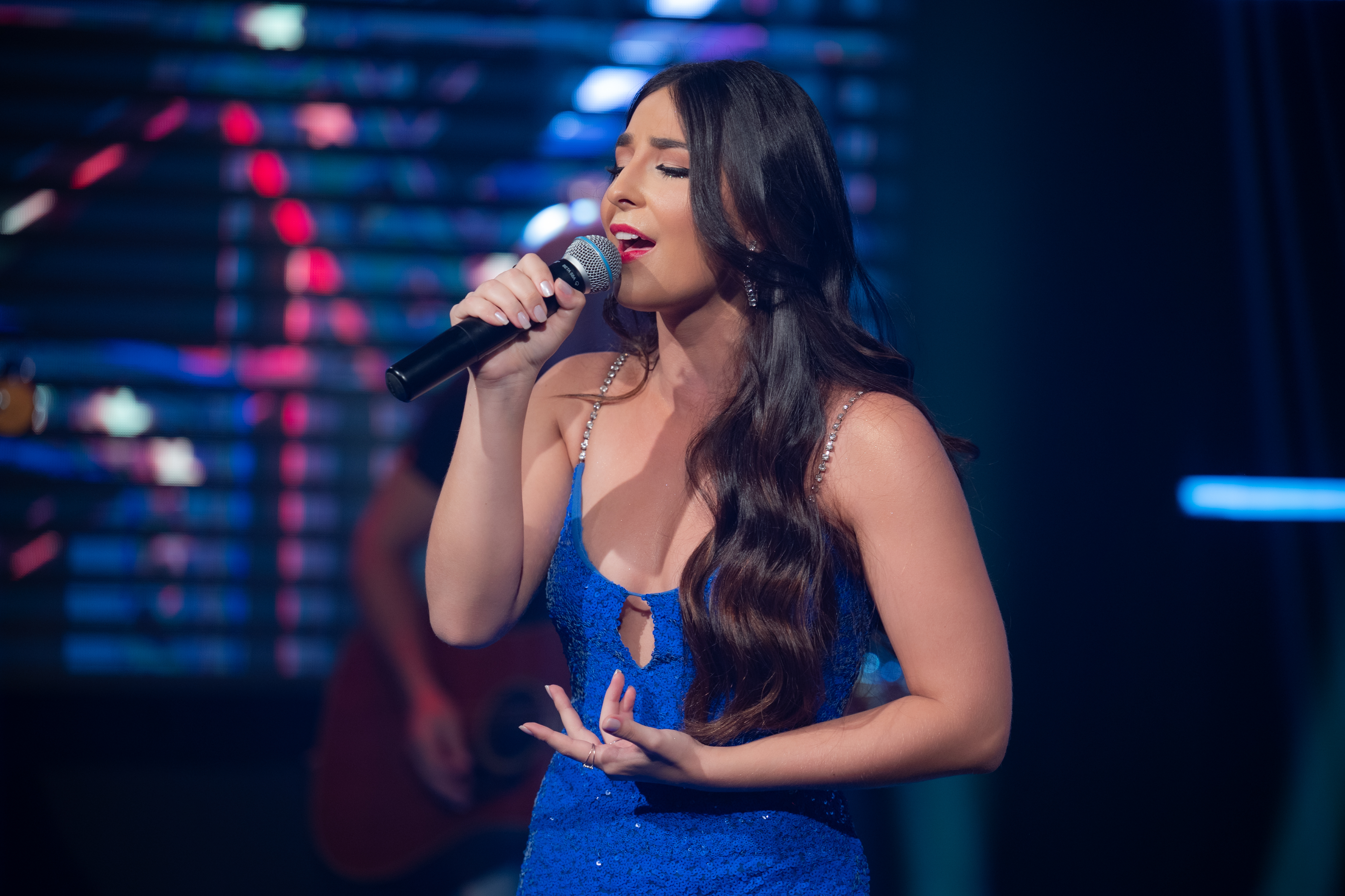

No primeiro ano, sendo produzida por Rick Bonadio, lançou o primeiro EP nas plataformas digitais. Já no ano seguinte, em 2018, alcançou novos voos trabalhando com Pelu (Restart) e FTampa que já produziu artistas como Britney Spears e Pink. Nessa mesma época, Luiza gravou clipe em Los Angeles (EUA) e ganhou uma bolsa de estudos em uma das principais academias de artes do mundo, a  New York Film Academy, onde cursou Acting For Film and Television - (Los Angeles, Campus). Ao voltar para o Brasil, em 2020, a artista teve a ideia de produzir um clipe de realidade virtual para a música Partiu Pra Outra, logo em seguida, lançou um novo projeto com três canções em inglês, com clipes dirigidos, composições autorais e roteirizados pela própria cantora.
Com o retorno à Goiânia (GO), Luiza lançou diversos singles, inclusive com a dupla sertaneja, Racyne & Rafael. Já em 2023, a artista gravou o primeiro DVD da carreira, Constelação (Ao Vivo em Goiânia), com os hits Sentimento Lixo, Fogo Nessa Amizade feat. João Neto & Frederico, Parafuso e outros. O álbum com oito faixas inéditas e duas regravações já acumula mais de 2 milhões de plays nas plataformas digitais. Fogo Nessa Amizade e Sentimento Lixo, bateram primeiro e segundo lugar nas rádios de Goiás,  respectivamente, após o lançamento.
Além disso, Luiza lançou o segundo DVD com regravações de clássicos do sertanejo mescladas com hits internacionais e canções inéditas como Prateleira. O recente projeto já teve lançamento do single Só Você Não Viu, versão da música da artistas Taylor Swift :"You Belong with Me", escrita por Luiza, que ganhou notoriedade na internet, viralizando no TikTok durante a passagem da estrela americana no Brasil, no final de 2023. A versão da Luiza ganhou autorização da gravadora e das compositoras, Taylor Swift e Liz Rose.
Luiza Dam também foi convidada pela Rede Globo para gravar Avisa Lá Pra Todo Mundo, para fazer parte da trilha sonora do filme nacional, Minha Irmã e Eu, estrelado por Tatá Werneck e Ingrid Guimarães, o filme lançado no primeiro semestre deste ano nos cinemas teve mais de 2 milhões de espectadores.
Seu último lançamento foi o single "Açúcar na Boca", que chegou ao público com produção de Felipe Duran. A faixa, composta por Rogério Ferrari, Nayton Costa, Nego Bila, Léo Sagga e Guilherme Ferraz, traz uma abordagem na qual é explorado o tema do desejo, explorado sob uma perspectiva feminina e autônoma.